# The Song Remains the Same
Albums de Led Zeppelin
Presence
(1976) In Through the Out Door
(1979)
The Song Remains the Same est le premier album en concert du groupe de rock britannique Led Zeppelin. Produit par Jimmy Page, il parait sous le label du groupe, Swan Song Records, le 22 octobre 1976. Il est la bande-son du film du même nom.

## Historique
Cet album est enregistré lors de trois concerts donnés les 27, 28 et 29 juillet 1973 au Madison Square Garden de New-York. Les titres sont enregistrés par l'ingénieur du son Eddie Kramer avec l'aide du studio mobile de Wally Heider. L'album est mixé dans les Studios Electric Lady de New York et dans les Studios Trident de Londres.
La première du film a lieu à New York le 20 octobre 1976. Le film est présenté à Londres deux semaines plus tard. Il fait preuve d'une grande originalité en présentant des extraits vidéo sur des combats chevaleresques, la moto de John Bonham, ou encore une fusillade. Ces vidéos mettent en vedette Peter Grant, Robert Plant, Jimmy Page, John Paul Jones et John Bonham et sont toutes tirées de leur imagination, dressant ainsi un portrait de chacun d'eux.
Le film est ressorti en DVD le 31 décembre 1999 et une version blu-ray remastérisée contenant six nouveaux titres est sortie le 19 novembre 2007.

## Titres

### Album original

#### Face 1
| No | Titre                     | Auteur                                                 | Durée |
| -- | ------------------------- | ------------------------------------------------------ | ----- |
| 1. | Rock and Roll             | John Bonham, John Paul Jones, Jimmy Page, Robert Plant | 4:03  |
| 2. | Celebration Day           | Jones, Page, Plant                                     | 3:49  |
| 3. | The Song Remains the Same | Page, Plant                                            | 6:00  |
| 4. | The Rain Song             | Page, Plant                                            | 8:25  |

#### Face 2
| No | Titre              | Auteur | Durée |
| -- | ------------------ | ------ | ----- |
| 1. | Dazed and Confused | Page   | 26:53 |

#### Face 3
| No | Titre              | Auteur             | Durée |
| -- | ------------------ | ------------------ | ----- |
| 1. | No Quarter         | Jones, Page, Plant | 12:30 |
| 2. | Stairway to Heaven | Page, Plant        | 10:58 |

#### Face 4
| No | Titre            | Auteur                                   | Durée |
| -- | ---------------- | ---------------------------------------- | ----- |
| 1. | Moby Dick        | Bonham, Jones, Page                      | 12:47 |
| 2. | Whole Lotta Love | Bonham, Willie Dixon, Jones, Page, Plant | 14:25 |

### Version remasterisée 2007

#### CD 1
| No  | Titre                       | Auteur                      | Durée |
| --- | --------------------------- | --------------------------- | ----- |
| 1.  | Rock & Roll                 | Bohnham, Jones, Page, Plant | 3:56  |
| 2.  | Celebration Day             | Jones, Page, Plant          | 3:37  |
| 3.  | Black Dog                   | Jones, Page, Plant          | 3:46  |
| 4.  | Over the Hills and Far Away | Page, Plant                 | 6:11  |
| 5.  | Misty Mountain Hop          | Jone, Page, Plant           | 4:43  |
| 6.  | Since I've Been Loving You  | Jone, Page, Plant           | 8:23  |
| 7.  | No Quarter                  | Jone, Page, Plant           | 10:38 |
| 8.  | The Song Remains the Same   | Page, Plant                 | 5:39  |
| 9.  | The Rain Song               | Page, Plant                 | 8:20  |
| 10. | The Ocean                   | Bonham, Jones, Page, Plant  | 5:13  |

#### CD 2
| No | Titre              | Auteur                                   | Durée |
| -- | ------------------ | ---------------------------------------- | ----- |
| 1. | Dazed and Confused | Page                                     | 29:18 |
| 2. | Stairway to Heaven | Page, Plant                              | 10:52 |
| 3. | Moby Dick          | Bonham, Jones, Page                      | 11:02 |
| 4. | Heartbreaker       | Bohnam, Jones, Page, Plant               | 6:19  |
| 5. | Whole Lotta Love   | Bonham, Willie Dixon, Jones, Page, Plant | 13:51 |

## Musiciens
- Robert Plant : chant
- Jimmy Page : guitares, thérémine, chœurs
- John Paul Jones : basse, claviers, mellotron
- John Bonham : batterie, percussions

## Classements et certifications
Classements
| Pays             | Durée du classement | Classements 1976 - 1977 | Classements 2018 |
| ---------------- | ------------------- | ----------------------- | ---------------- |
| Allemagne        | 7 semaines          | 20e                     | 16e              |
| Autriche         | 1 semaine           | —                       | 37e              |
| Belgique (W)     | 7 semaines          | 20e                     | 16e              |
| Belgique (V)     | 3 semaines          | —                       | 41e              |
| Canada           | 22 semaines         | 8e                      | —                |
| Espagne          | 2 semaines          | —                       | 39e              |
| États-Unis       | 49 semaines         | 2e                      | —                |
| Finlande         | 1 semaines          | —                       | 50e              |
| France           | 8 semaines          | 3e                      | 47e              |
| Italie           | 4 semaines          | 13e                     | 62e              |
| Norvège          | 1 semaine           | 21e                     | —                |
| Nouvelle-Zélande | 6 semaines          | 6e                      | —                |
| Pays-Bas         | 2 semaines          | 19e                     | —                |
| Portugal         | 2 semaines          | —                       | 23e              |
| Suède            | 3 semaines          | 29e                     | —                |
| Royaume-Uni      | 44 semaines         | 1er                     | 38e              |
| Suisse           | 1 semaine           | —                       | 55e              |

Certifications
| Pays        | Certification | Ventes      | Date           |
| ----------- | ------------- | ----------- | -------------- |
| Allemagne   | Or            | 250 000 +   | 1986           |
| États-Unis  | 4 × Platine   | 4 000 000 + | 5 février 1997 |
| France      | Or            | 100 000 +   | 1980           |
| Royaume-Uni | Platine       | 300 000 +   | 09/10/1979     |